# Proyecto BIESES
El Proyecto BIESES (acrónimo de Bibliografía de Escritoras Españolas) es un proyecto de investigación dedicado al estudio de las escritoras españolas desde la Edad Media hasta 1800. Se trata de uno de los proyectos con una trayectoria más larga dedicados al tema y se distingue por basar sus estudios y resultados siempre en los datos. Los resultados del proyecto está disponibles en la web www.bieses.net y las numerosas publicaciones de los miembros del equipo.
En la actualidad el proyecto comprende varias secciones: una base de datos, obras editadas en la web, obras de autoras enlazadas a las bibliotecas digitales donde estén disponibles, ediciones de los paratextos de las obras de autoras españolas hasta 1800, una sección de representación de las redes personales de las autoras y otros apartados informativos. De estas secciones la base de datos, donde hay más de 13.000 registros, entre obras de autoras, ediciones y estudios, constituye una herramienta imprescindible para el equipo BIESES y para cualquier estudioso de la literatura escrita por mujeres.   
El proyecto BIESES se inició en enero de 2004, financiado por la DGCYT del Ministerio de Educación y Ciencia de España (BFF2003-02610). Desde entonces, por su éxito, productividad y renovación, ha recibido financiación continuada en convocatorias nacionales, desarrollando constantemente propuestas novedosas dentro del campo de investigación de las escritoras y de la historia de la literatura española en general. En 2016-2019, el título del tema de investigación es "Escritoras españolas de la primera modernidad: metadatos, visualización y análisis", Ministerio de Economía y Competitividad (FFI2015-70548-P).

## Líneas de investigación

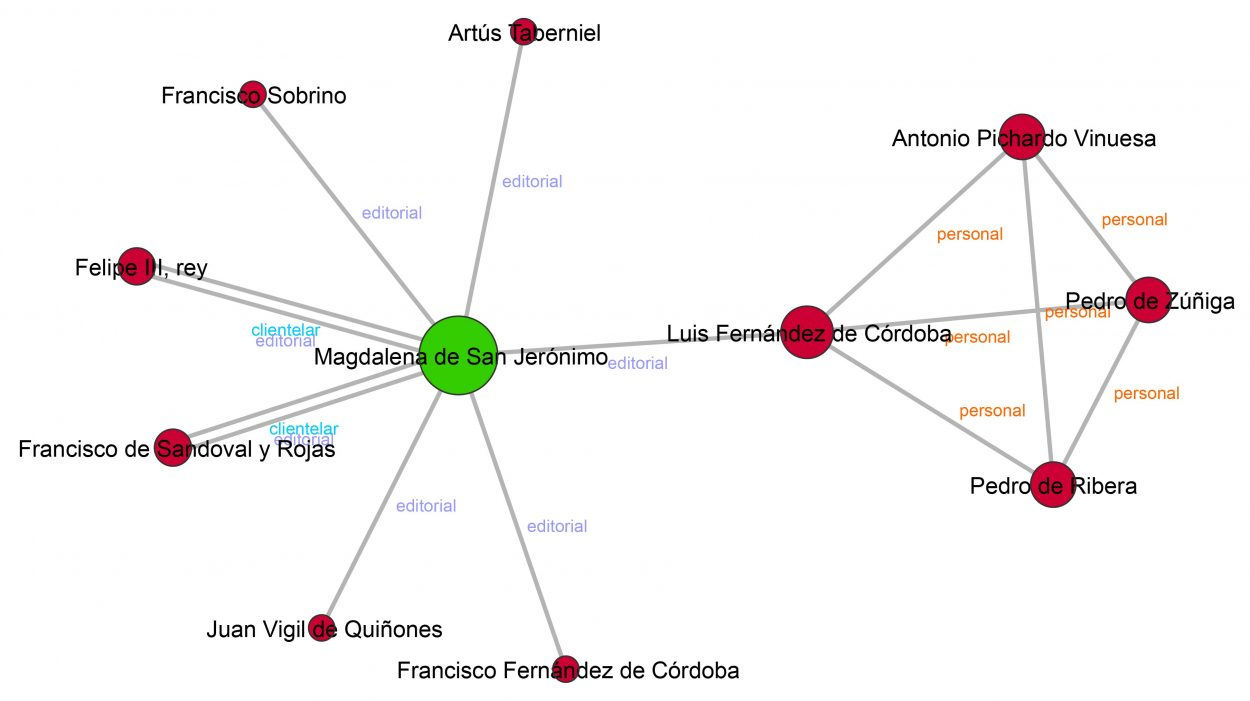
Red de sociabilidad de Magdalena de San Jerónimo

El proyecto basó el inicio de sus investigaciones en el catálogo de Manuel Serrano y Sanz, Apuntes para una biblioteca de escritoras españolas desde el año 1401 al 1833, obra fundacional para el estudio de la escritura femenina cuya revisión por parte de Bieses permitió localizar referencias adicionales en estudios y ediciones modernos, pero también la localización de textos extraviados, la adición de nuevas autoras, la corrección de errores, etc. Todos esos materiales se integran en una base de datos de acceso libre para todos los investigadores, que no solo constituye una herramienta para la información, sino también un medio para ofrecer resultados cuantitativos muy valiosos, que permiten combinar la lectura detallada de los textos con la "lectura distante"
BIESES siempre ha entendido la escritura de las mujeres como un acto inscrito en la sociedad de su tiempo, para evitar uno de los errores más graves de la crítica tradicional, contemplar a cada escritora como un caso aislado, extraordinario o culturalmente exótico y no relevante. Una historia literaria o cultural rigurosa debe entender a las escritoras como individuos marcados por las limitaciones que se imponían a su género, pero cuyos actos son racionales y motivados en lógicas psicológicas, sociales o estéticas que deben ser explicadas. Para este propósito son relevantes preguntas como cuántas fueron, dónde y cuándo vivieron, quiénes eran, qué perfil social o biográfico tuvieron, cuánto escribieron, qué tipos de obras, dónde se publicaron o cómo se difundieron o quién las leyó. Para responder a estas cuestiones de un modo amplio se abrió una novedosa línea de investigación basada la edición digital y el análisis de los paratextos de las obras publicadas por autoras. Para este fin, desarrolló un sistema conceptual de etiquetado semántico en TEI (Textual Encoding Initiative), de modo que las categorías relevantes luego puedan ser rastreadas a partir de una herramienta de búsqueda y estudiadas sincrónica y diacrónicamente sobre el mayor número posible de datos.
En la actualidad, el grupo BIESES trabaja en mostrar a través de grafos como los usados para describir las redes sociales la serie de vínculos tejidos en torno a la publicación cada obra de autoría femenina. En cada publicación a través de los paratextos se descubre que estuvieron implicadas muchas personas, unas son meros agentes administrativos mientras que otros tienen papeles más activos, sin embargo, todos ellos cooperan para dar visibilidad a una creación femenina. Estas redes se han creado con programas utilizados en la Humanidades Digitales y en la creación gráfica de redes de sociabilidad, como son Gephi, Visone y Tableau Public
Uno de los resultados más significativos de lo aportado por BIESES y cómo ha cambiado el panorama del conocimiento de las escritoras españolas puede verse en el libro coordinado por Nieves Baranda y Anne J. Cruz, The Routledge Research Companion to Early Modern Spanish Women Writers, London & New York: Routledge, 2017, ISBN: 978-1-4724-3828-7; también en versión española,  Las escritoras españolas en la edad moderna. Historia y guía de investigación, Madrid: UNED, 2018,  ISBN: 978-84-362-7354-0. Esta obra, en la que colaboran expertas de varios países, muestra cómo el capital de conocimiento acumulado por BIESES ha sido clave para poder superar la historia individual de las escritoras y poder integrarlas en la historia cultural y literaria de su tiempo que se enriquece al introducir la perspectiva de género hasta hace muy totalmente obviada.